# Finais de Conferência (NBA)
As Finais de Conferência da NBA são uma serie de partidas entre as equipes do Leste e Oeste da liga National Basketball Association (NBA), uma das grandes ligas esportivas profissionais dos Estados Unidos e Canadá. A NBA foi fundada em 1946 como a Associação de Basquetebol da América (BAA). A NBA adotou seu nome atual no início da temporada 1949-50, quando a BAA se fundiu com a Liga Nacional de Basquete (NBL). O campeonato é atualmente composto por 30 equipes, das quais 29 estão localizados nos Estados Unidos e 1 no Canadá. Cada equipe joga 82 jogos na temporada regular. Após a temporada regular, oito equipes de cada uma das duas conferências da liga qualificam para os playoffs. No final das playoffs, as duas melhores equipes jogam entre si nas finais da conferência, para determinar os campeões da conferência de cada lado, que, em seguida, avançam para jogar as finais da NBA.
Até 1970, a NBA era dividida em 2 divisões, Leste e Oeste, que então foram separadas em duas conferências de mesmo nome com duas e depois três subdivisões. Os Los Angeles Lakers são os maiores campeões de conferência com 19 títulos, e também fizeram 23 aparições em finais da conferência, mais do que qualquer outra equipe. O segundo colocado é o Boston Celtics, com dez títulos. 22 das 30 equipes atuais tem pelo menos um título de conferência, com cinco outras (Minnesota Timberwolves, Atlanta Hawks, Sacramento Kings, Memphis Grizzlies e Los Angeles Clippers) jogando pelo menos uma final e apenas Charlotte Hornets e New Orleans Pelicans nunca chegaram nas finais de conferência. 
Os troféus de conferência começaram a ser dados em 2001. Em 2022 foram redesenhados e rebatizados, com o do Leste brandindo o nome de Bob Cousy e o do Oeste de Oscar Robertson. No mesmo ano surgiram troféus para os melhores jogadores das finais de conferência, com o nome de Magic Johnson no Oeste e Larry Bird no Leste.

## Finais
Amarelo denota campeões da NBA, † demarca melhor campanha do ano.

### Leste
| Ano  | Vencedor            | Técnico          | Resultado | Vice                 | Técnico          |
| ---- | ------------------- | ---------------- | --------- | -------------------- | ---------------- |
| 1971 | Baltimore Bullets   | Gene Shue        | 4–3       | New York Knicks      | Red Holzman      |
| 1972 | New York Knicks     | Red Holzman      | 4–1       | Boston Celtics       | Tom Heinsohn     |
| 1973 | New York Knicks     | Red Holzman      | 4–3       | Boston Celtics†      | Tom Heinsohn     |
| 1974 | Boston Celtics      | Tom Heinsohn     | 4–1       | New York Knicks      | Red Holzman      |
| 1975 | Washington Bullets† | K. C. Jones      | 4–2       | Boston Celtics†      | Tom Heinsohn     |
| 1976 | Boston Celtics      | Tom Heinsohn     | 4–2       | Cleveland Cavaliers  | Bill Fitch       |
| 1977 | Philadelphia 76ers  | Gene Shue        | 4–2       | Houston Rockets      | Tom Nissalke     |
| 1978 | Washington Bullets  | Dick Motta       | 4–2       | Philadelphia 76ers   | Billy Cunningham |
| 1979 | Washington Bullets† | Dick Motta       | 4–3       | San Antonio Spurs    | Doug Moe         |
| 1980 | Philadelphia 76ers  | Billy Cunningham | 4–1       | Boston Celtics†      | Bill Fitch       |
| 1981 | Boston Celtics†     | Bill Fitch       | 4–3       | Philadelphia 76ers†  | Billy Cunningham |
| 1982 | Philadelphia 76ers  | Billy Cunningham | 4–3       | Boston Celtics†      | Bill Fitch       |
| 1983 | Philadelphia 76ers† | Billy Cunningham | 4–1       | Milwaukee Bucks      | Don Nelson       |
| 1984 | Boston Celtics†     | K. C. Jones      | 4–1       | Milwaukee Bucks      | Don Nelson       |
| 1985 | Boston Celtics†     | K. C. Jones      | 4–1       | Philadelphia 76ers   | Billy Cunningham |
| 1986 | Boston Celtics†     | K. C. Jones      | 4–0       | Milwaukee Bucks      | Don Nelson       |
| 1987 | Boston Celtics      | K. C. Jones      | 4–3       | Detroit Pistons      | Chuck Daly       |
| 1988 | Detroit Pistons     | Chuck Daly       | 4–2       | Boston Celtics       | K. C. Jones      |
| 1989 | Detroit Pistons†    | Chuck Daly       | 4–2       | Chicago Bulls        | Doug Collins     |
| 1990 | Detroit Pistons     | Chuck Daly       | 4–3       | Chicago Bulls        | Phil Jackson     |
| 1991 | Chicago Bulls       | Phil Jackson     | 4–0       | Detroit Pistons      | Chuck Daly       |
| 1992 | Chicago Bulls†      | Phil Jackson     | 4–2       | Cleveland Cavaliers  | Lenny Wilkens    |
| 1993 | Chicago Bulls       | Phil Jackson     | 4–2       | New York Knicks      | Pat Riley        |
| 1994 | New York Knicks     | Pat Riley        | 4–3       | Indiana Pacers       | Larry Brown      |
| 1995 | Orlando Magic       | Brian Hill       | 4–3       | Indiana Pacers       | Larry Brown      |
| 1996 | Chicago Bulls†      | Phil Jackson     | 4–0       | Orlando Magic        | Brian Hill       |
| 1997 | Chicago Bulls†      | Phil Jackson     | 4–1       | Miami Heat           | Pat Riley        |
| 1998 | Chicago Bulls†      | Phil Jackson     | 4–3       | Indiana Pacers       | Larry Bird       |
| 1999 | New York Knicks     | Jeff Van Gundy   | 4–2       | Indiana Pacers       | Larry Bird       |
| 2000 | Indiana Pacers      | Larry Bird       | 4–2       | New York Knicks      | Jeff Van Gundy   |
| 2001 | Philadelphia 76ers  | Larry Brown      | 4–3       | Milwaukee Bucks      | George Karl      |
| 2002 | New Jersey Nets     | Byron Scott      | 4–2       | Boston Celtics       | Jim O'Brien      |
| 2003 | New Jersey Nets     | Byron Scott      | 4–0       | Detroit Pistons      | Rick Carlisle    |
| 2004 | Detroit Pistons     | Larry Brown      | 4–2       | Indiana Pacers†      | Rick Carlisle    |
| 2005 | Detroit Pistons     | Larry Brown      | 4–3       | Miami Heat           | Stan Van Gundy   |
| 2006 | Miami Heat          | Pat Riley        | 4–2       | Detroit Pistons†     | Flip Saunders    |
| 2007 | Cleveland Cavaliers | Mike Brown       | 4–2       | Detroit Pistons      | Flip Saunders    |
| 2008 | Boston Celtics†     | Doc Rivers       | 4–2       | Detroit Pistons      | Flip Saunders    |
| 2009 | Orlando Magic       | Stan Van Gundy   | 4–2       | Cleveland Cavaliers† | Mike Brown       |
| 2010 | Boston Celtics      | Doc Rivers       | 4–2       | Orlando Magic        | Stan Van Gundy   |
| 2011 | Miami Heat          | Erik Spoelstra   | 4–1       | Chicago Bulls†       | Tom Thibodeau    |
| 2012 | Miami Heat          | Erik Spoelstra   | 4–3       | Boston Celtics       | Doc Rivers       |
| 2013 | Miami Heat†         | Erik Spoelstra   | 4–3       | Indiana Pacers       | Frank Vogel      |
| 2014 | Miami Heat          | Erik Spoelstra   | 4–2       | Indiana Pacers       | Frank Vogel      |
| 2015 | Cleveland Cavaliers | David Blatt      | 4–0       | Atlanta Hawks        | Mike Budenholzer |
| 2016 | Cleveland Cavaliers | Tyronn Lue       | 4–2       | Toronto Raptors      | Dwane Casey      |
| 2017 | Cleveland Cavaliers | Tyronn Lue       | 4–1       | Boston Celtics       | Brad Stevens     |
| 2018 | Cleveland Cavaliers | Tyronn Lue       | 4–3       | Boston Celtics       | Brad Stevens     |
| 2019 | Toronto Raptors     | Nick Nurse       | 4–2       | Milwaukee Bucks†     | Mike Budenholzer |
| 2020 | Miami Heat          | Erik Spoelstra   | 4–2       | Boston Celtics       | Brad Stevens     |
| 2021 | Milwaukee Bucks     | Mike Budenholzer | 4–2       | Atlanta Hawks        | Nate McMillan    |
| 2022 | Boston Celtics      | Ime Udoka        | 4–3       | Miami Heat           | Erik Spoelstra   |
| 2023 | Miami Heat          | Erik Spoelstra   | 4–3       | Boston Celtics       | Joe Mazzulla     |

### Oeste
| Ano    | Vencedor               | Técnico          | Resultado | Vice                    | Técnico            |
| ------ | ---------------------- | ---------------- | --------- | ----------------------- | ------------------ |
| 1971   | Milwaukee Bucks†       | Larry Costello   | 4–1       | Los Angeles Lakers      | Joe Mullaney       |
| 1972   | Los Angeles Lakers†    | Bill Sharman     | 4–2       | Milwaukee Bucks         | Larry Costello     |
| 1973]] | Los Angeles Lakers     | Bill Sharman     | 4–1       | Golden State Warriors   | Al Attles          |
| 1974]] | Milwaukee Bucks†       | Larry Costello   | 4–0       | Chicago Bulls           | Dick Motta         |
| 1975   | Golden State Warriors  | Al Attles        | 4–3       | Chicago Bulls           | Dick Motta         |
| 1976   | Phoenix Suns           | John MacLeod     | 4–3       | Golden State Warriors†  | Al Attles          |
| 1977   | Portland Trail Blazers | Jack Ramsay      | 4–0       | Los Angeles Lakers†     | Jerry West         |
| 1978   | Seattle SuperSonics    | Lenny Wilkens    | 4–2       | Denver Nuggets          | Larry Brown        |
| 1979   | Seattle SuperSonics    | Lenny Wilkens    | 4–3       | Phoenix Suns            | John MacLeod       |
| 1980   | Los Angeles Lakers     | Paul Westhead    | 4–1       | Seattle SuperSonics     | Lenny Wilkens      |
| 1981   | Houston Rockets        | Del Harris       | 4–1       | Kansas City Kings       | Cotton Fitzsimmons |
| 1982   | Los Angeles Lakers     | Pat Riley        | 4–0       | San Antonio Spurs       | Stan Albeck        |
| 1983   | Los Angeles Lakers     | Pat Riley        | 4–2       | San Antonio Spurs       | Stan Albeck        |
| 1984   | Los Angeles Lakers     | Pat Riley        | 4–2       | Phoenix Suns            | John MacLeod       |
| 1985   | Los Angeles Lakers     | Pat Riley        | 4–1       | Denver Nuggets          | Doug Moe           |
| 1986   | Houston Rockets        | Bill Fitch       | 4–1       | Los Angeles Lakers      | Pat Riley          |
| 1987   | Los Angeles Lakers†    | Pat Riley        | 4–0       | Seattle SuperSonics     | Bernie Bickerstaff |
| 1988   | Los Angeles Lakers†    | Pat Riley        | 4–3       | Dallas Mavericks        | John MacLeod       |
| 1989   | Los Angeles Lakers     | Pat Riley        | 4–0       | Phoenix Suns            | Cotton Fitzsimmons |
| 1990   | Portland Trail Blazers | Rick Adelman     | 4–2       | Phoenix Suns            | Cotton Fitzsimmons |
| 1991   | Los Angeles Lakers     | Mike Dunleavy    | 4–2       | Portland Trail Blazers† | Rick Adelman       |
| 1992   | Portland Trail Blazers | Rick Adelman     | 4–2       | Utah Jazz               | Jerry Sloan        |
| 1993   | Phoenix Suns†          | Paul Westphal    | 4–3       | Seattle SuperSonics     | George Karl        |
| 1994   | Houston Rockets        | Rudy Tomjanovich | 4–1       | Utah Jazz               | Jerry Sloan        |
| 1995   | Houston Rockets        | Rudy Tomjanovich | 4–2       | San Antonio Spurs†      | Bob Hill           |
| 1996   | Seattle SuperSonics    | George Karl      | 4–3       | Utah Jazz               | Jerry Sloan        |
| 1997   | Utah Jazz              | Jerry Sloan      | 4–2       | Houston Rockets         | Rudy Tomjanovich   |
| 1998   | Utah Jazz†             | Jerry Sloan      | 4–0       | Los Angeles Lakers      | Del Harris         |
| 1999   | San Antonio Spurs†     | Gregg Popovich   | 4–0       | Portland Trail Blazers  | Mike Dunleavy      |
| 2000   | Los Angeles Lakers†    | Phil Jackson     | 4–3       | Portland Trail Blazers  | Mike Dunleavy      |
| 2001   | Los Angeles Lakers     | Phil Jackson     | 4–0       | San Antonio Spurs†      | Gregg Popovich     |
| 2002   | Los Angeles Lakers     | Phil Jackson     | 4–3       | Sacramento Kings†       | Rick Adelman       |
| 2003   | San Antonio Spurs†     | Gregg Popovich   | 4–2       | Dallas Mavericks†       | Don Nelson         |
| 2004   | Los Angeles Lakers     | Phil Jackson     | 4–2       | Minnesota Timberwolves  | Flip Saunders      |
| 2005   | San Antonio Spurs      | Gregg Popovich   | 4–1       | Phoenix Suns†           | Mike D'Antoni      |
| 2006   | Dallas Mavericks       | Avery Johnson    | 4–2       | Phoenix Suns            | Mike D'Antoni      |
| 2007   | San Antonio Spurs      | Gregg Popovich   | 4–1       | Utah Jazz               | Jerry Sloan        |
| 2008   | Los Angeles Lakers     | Phil Jackson     | 4–1       | San Antonio Spurs       | Gregg Popovich     |
| 2009   | Los Angeles Lakers     | Phil Jackson     | 4–2       | Denver Nuggets          | George Karl        |
| 2010   | Los Angeles Lakers     | Phil Jackson     | 4–2       | Phoenix Suns            | Alvin Gentry       |
| 2011   | Dallas Mavericks       | Rick Carlisle    | 4–1       | Oklahoma City Thunder   | Scott Brooks       |
| 2012   | Oklahoma City Thunder  | Scott Brooks     | 4–2       | San Antonio Spurs†      | Gregg Popovich     |
| 2013   | San Antonio Spurs      | Gregg Popovich   | 4–0       | Memphis Grizzlies       | Lionel Hollins     |
| 2014   | San Antonio Spurs†     | Gregg Popovich   | 4–2       | Oklahoma City Thunder   | Scott Brooks       |
| 2015   | Golden State Warriors† | Steve Kerr       | 4–1       | Houston Rockets         | Kevin McHale       |
| 2016   | Golden State Warriors† | Steve Kerr       | 4–3       | Oklahoma City Thunder   | Billy Donovan      |
| 2017   | Golden State Warriors† | Steve Kerr       | 4–0       | San Antonio Spurs       | Gregg Popovich     |
| 2018   | Golden State Warriors  | Steve Kerr       | 4–3       | Houston Rockets†        | Mike D'Antoni      |
| 2019   | Golden State Warriors  | Steve Kerr       | 4–0       | Portland Trail Blazers  | Terry Stotts       |
| 2020   | Los Angeles Lakers     | Frank Vogel      | 4–1       | Denver Nuggets          | Michael Malone     |
| 2021   | Phoenix Suns           | Monty Williams   | 4–2       | Los Angeles Clippers    | Tyronn Lue         |
| 2022   | Golden State Warriors  | Steve Kerr       | 4–1       | Dallas Mavericks        | Jason Kidd         |
| 2023   | Denver Nuggets         | Michael Malone   | 4–0       | Los Angeles Lakers      | Darvin Ham         |